# Haut comité des commémorations nationales
Le Haut comité des commémorations nationales est créé en 1998, sous le nom de Haut comité aux célébrations nationales, pour conseiller le ministre de la Culture « concernant la commémoration des événements importants de l'histoire nationale dans les domaines historique, littéraire, artistique, scientifique et technique »,,.
Le comité est dissous en 2019. Il est remplacé par France Mémoire. 

## Des célébrations aux commémorations
Les commémorations instituées par le Haut comité des commémorations nationales sont d'abord artistiques, littéraires et ou concernant les institutions et la vie politique. Il s'agit pour beaucoup d'anniversaires de personnalités, ayant vécu pour la plus grande part à l'époque contemporaine. Ces anniversaires sont l'occasion de la publication de timbres commémoratifs, de l'organisation de cérémonies publiques et de la création de sites internet dédiés.
En 2011 a lieu une polémique à propos du cinquantenaire de la mort de Louis-Ferdinand Céline. Elle a pour conséquence le changement de nom du haut comité, qui passe des « célébrations » aux « commémorations », vocable plus neutre qui permet d'intégrer des événements négatifs. 

## Démission collective
En 2018, Haut comité des commémorations nationales est composé de douze personnalités :
- Danièle Sallenave, de l’Académie française, présidente ;
- Christian Amalvi, professeur à l’université Paul-Valéry-Montpellier-III ;
- Marie-Laure Bernadac, conservatrice générale honoraire ;
- Catherine Bréchignac, secrétaire perpétuelle de l’Académie des sciences ;
- Gilles Cantagrel, musicologue ;
- Nicole Garnier, conservatrice générale du patrimoine, chargée du musée Condé à Chantilly ;
- Claude Gauvard, professeure émérite d'histoire médiévale à l’université Paris-1-Panthéon-Sorbonne ;
- Robert Halleux, membre de l’Académie royale de Belgique, directeur du Centre d'histoire des sciences et des techniques de l'Université de Liège ;
- Jean-Noël Jeanneney, ancien ministre ;
- Évelyne Lever, historienne moderniste et écrivaine ;
- Pascal Ory, professeur à l’université Paris-1-Panthéon-Sorbonne ;
- Jacques Perot, président de l’Association française pour la protection des archives privée[3].

Cette même année, l'intégration de Charles Maurras dans la liste des commémorations nationales recensées dans le Livre des commémorations nationales 2018 fait polémique,,.
Par une lettre collective publiée dans Le Monde en mars 2018, dix des douze membres du haut comité aux commémorations nationales démissionnent, à l'exception de Danielle Sallenave et Catherine Bréchignac. Ils protestent ainsi contre la décision de la ministre de la culture, Françoise Nyssen, de retirer le nom de Charles Maurras du Livre des commémorations nationales 2018, alors que ce choix avait été préalablement validé,,.